# Digital Extremes
Digital Extremes is een Canadees computerspelontwikkelaar die werd opgericht in 1993 door James Schmalz. In 2014 kwam 61% van het bedrijf in handen van het Chinese Leyou.
Digital Extremes is bekend van hun spellen in de Unreal-serie en Warframe.

## Geschiedenis
Oprichter James Schmalz creëerde in 1993 het computerspel Epic Pinball dat werd uitgegeven door Epic MegaGames. Door het succes en de opkomst van 3D-graphics richtte hij het bedrijf Digital Extremes op in datzelfde jaar. In samenwerking met Epic Games werd gewerkt aan de Unreal-franchise die enkele grote prijzen won. Volgens een meting in 2006 was dit een van de meest succesvolle franchises met meer dan 7 miljoen verkochte exemplaren.
In 2007 werd samengewerkt met 2K Games voor de ontwikkeling van BioShock voor de PlayStation 3.
Op 14 oktober 2014 nam Sumpo Food Holdings, later Leyou, een meerderheidsaandeel in Digital Extremes. Michael Schmalz en twee partners hebben de overige 39% in handen.
In 2016 werd bekend dat de servers van Digital Extremes' gratis spel Warframe waren gehackt. Hierdoor werden e-mailadressen van meer dan 700.000 spelers openbaar.
In 2017, zou de ontwikkelaar een nieuwe game uitbrengen genaamd The Amazing Eternals. Maar nadat Lawbreakers een flop bleek te zijn, werd de release geannuleerd en werd opnieuw gefocust op de verdere ontwikkeling van Warframe.

## Ontwikkelde spellen
| Jaar | Titel                  | Platform                            | Ontwikkeld ism         | Uitgever(s)                       | Opmerkingen                                                    |
| ---- | ---------------------- | ----------------------------------- | ---------------------- | --------------------------------- | -------------------------------------------------------------- |
| 1993 | Epic Pinball           | DOS                                 |                        | Epic Games                        |                                                                |
| 1995 | Extreme Pinball        | DOS, PS, PS3                        |                        | Electronic Arts                   |                                                                |
| 1998 | Unreal                 | Windows, Mac                        | Epic Games             | Atari                             |                                                                |
| 1999 | Unreal Tournament      | Windows, Mac, Dreamcast, Linux, PS2 | Epic Games             | Atari                             |                                                                |
| 2002 | Unreal Championship    | Xbox                                | Epic Games             | Atari                             |                                                                |
| 2002 | Unreal Tournament 2003 | Windows, Mac, Linux                 | Epic Games             | Atari                             |                                                                |
| 2004 | Unreal Tournament 2004 | Windows, Mac, Linux                 | Epic Games             | Atari                             |                                                                |
| 2005 | Pariah                 | Windows, Xbox                       |                        | Hip Games (EU), Groove Games (NA) |                                                                |
| 2006 | Warpath                | Windows, Xbox                       |                        | Groove Games                      |                                                                |
| 2008 | Dark Sector            | Windows, Xbox 360, PS3              |                        | D3 Publisher                      |                                                                |
| 2008 | BioShock               | PS3                                 | 2K Boston/2K Australia | 2K Games                          | PS3-versie                                                     |
| 2010 | BioShock 2             | Windows, Mac, Xbox 360, PS3         | 2K Marin               | 2K Games                          | Multiplayer                                                    |
| 2011 | Homefront              | Windows                             | Kaos Studios           | THQ                               | PC-versie                                                      |
| 2012 | The Darkness II        | Windows, Mac, Xbox 360, PS3         |                        | 2K Games                          |                                                                |
| 2013 | Warframe               | Windows, Xbox One, PS4              |                        | Onafhankelijk uitgegeven          | Eerste game die de studio zelf publiceerde                     |
| 2013 | Star Trek              | Windows, Xbox 360, PS3              |                        | Bandai Namco Entertainment        |                                                                |
| 2015 | Sword Coast Legends    | Windows, Mac, Linux, Xbox One, PS4  | n-Space                | Onafhankelijk uitgegeven          | Game dat zich afspeelt binnen het Dungeons & Dragons universum |
| 2017 | The Amazing Eternals   | Windows                             |                        | Onafhankelijk uitgegeven          | Geannuleerd                                                    |

Als uitgever:
- Survived By (ontwikkeld door Human Head Studios) - Uitgebracht in vroegtijdige toegang (2018), maar geannuleerd in 2019